# Nieuport 21
Le Nieuport 21 (aussi appelé Nieuport 23 École) était un avion d'entrainement biplan monomoteur français, construit pendant la Première Guerre mondiale. Il est un dérivé du Nieuport 17, passant d'un moteur Le Rhône 9J de 110ch (82kW) au Le Rhône 9C de 80ch (60kW).

## Histoire
Le Nieuport 21 a été développé par Gustave Delage sur les bases du Nieuport 17 à partir de 1916, en réduisant la taille de la cellule. Cette caractéristique lui a souvent valu d'être confondu lors de l'identification avec le Nieuport 11 "Bébé", d'envergure plus faible.[réf. nécessaire]

## Utilisateurs
France
- Armée de l'air

 Union soviétique
- Armée de l'Air soviétique (construit sous licence)[3]